# Melissa Leo
Melissa Chessington Leo (n. 14 septembrie 1960) este o actriță americană, laureată a premiului Oscar pentru cea mai bună actriță în rol secundar, Premiul Globul de Aur pentru cea mai bună actriță în rol secundar  și Screen Actors Guild Award pentru cea mai bună actriță în rol secundar.

## Filmografie
| An   | Titlu                                   | Rol                      | Note |
| ---- | --------------------------------------- | ------------------------ | --- |
| 1984 | All My Children                         | Linda Warner             | Contract cast member (1984–1985) Nominalizare—Daytime Emmy Award for Outstanding Younger Actress in a Drama Series (1985) |
| 1985 | Always                                  | Peggy                    | |
| 1985 | Streetwalkin'                           | Cookie                   | |
| 1985 | Silent Witness                          | Patti Mullen             | TV movie |
| 1986 | Deadtime Stories                        | Judith "MaMa" Baer       | |
| 1988 | A Time of Destiny                       | Josie Larraneta          | |
| 1989 | The Young Riders                        | Emma Shannon             | Main cast member season 1: 24 episodes |
| 1989 | Nasty Boys                              | Katie Morrisey           | TV |
| 1990 | The Bride in Black                      | Mary Margaret            | TV |
| 1991 | Carolina Skeletons                      | Cassie                   | TV |
| 1992 | Immaculate Conception                   | Hannah                   | |
| 1992 | Venice/Venice                           | Peggy                    | |
| 1993 | The Ballad of Little Jo                 | Beatrice Grey            | |
| 1993 | Homicide: Life on the Street            | Det. Sgt. Kay Howard     | Television series, main cast member seasons 1–5 (1993–1997): 77 episodes |
| 1994 | Garden                                  | Elizabeth                | |
| 1995 | Last Summer in the Hamptons             | Trish                    | |
| 1995 | In the Line of Duty: Hunt for Justice   | Carol Manning            | TV |
| 1997 | Under the Bridge                        | Kathy                    | |
| 1999 | The 24 Hour Woman                       | Dr. Suzanne Pincus       | |
| 1999 | Code of Ethics                          | Jo DeAngelo              | |
| 2000 | Homicide: The Movie                     | Det. Sgt. Kay Howard     | TV |
| 2000 | Fear of Fiction                         | Sigrid Anderssen         | |
| 2003 | 21 Grams                                | Marianne Jordan          | Phoenix Film Critics Society Award for Best Cast Nominalizare—Los Angeles Film Critics Association Award for Best Supporting Actress |
| 2004 | First Breath                            | Detective Waxman         | |
| 2004 | From Other Worlds                       | Miriam                   | |
| 2005 | Hide and Seek                           | Laura                    | |
| 2005 | Runaway                                 | Lisa Adler               | |
| 2005 | No Shoulder                             | Ruth                     | |
| 2005 | Patch                                   | Maelynn                  | |
| 2005 | The Three Burials of Melquiades Estrada | Rachel                   | Bronze Wrangler Award for Outstanding Theatrical Motion Picture |
| 2005 | American Gun                            | Louise                   | |
| 2005 | Confess                                 | Agnes Lessor             | |
| 2006 | Stephanie Daley                         | Miri                     | |
| 2006 | The Limbo Room                          | KC Collins               | |
| 2006 | Hollywood Dreams                        | Aunt Bee                 | |
| 2006 | The House is Burning                    | Mrs. Miller              | |
| 2006 | Falling Objects                         | Helga                    | |
| 2007 | Bomb                                    | Sharon                   | |
| 2007 | Midnight Son                            | Rita                     | |
| 2007 | Black Irish                             | Margaret McKay           | |
| 2007 | The Cake Eaters                         | Ceci                     | |
| 2007 | Racing Daylight                         | Sadie Stokes/Anna Stokes | |
| 2007 | I Believe in America                    | Soto                     | |
| 2007 | Mr. Woodcock                            | Sally Jansen             | |
| 2007 | One Night                               | Wendy                    | |
| 2008 | Frozen River                            | Ray Eddy                 | Central Ohio Film Critics Association Award for Best Actress Central Ohio Film Critics Association Award for Best Breakthrough Film Artist Florida Film Critics Circle Award for Best Actress Gotham Independent Film Award for Breakthrough Actor Independent Spirit Award for Best Female Lead Marrakech International Film Festival Award for Best Actress San Sebastián International Film Festival Award for Best Actress Santa Barbara International Film Festival Virtuoso Award for Best Actress Utah Film Critics Association Award for Best Actress Women Film Critics Circle Award for Best Actress Nominalizare—Academy Award for Best Actress Nominalizare—Broadcast Film Critics Association Award for Best Actress Nominalizare—Chicago Film Critics Association Award for Best Actress Nominalizare—Los Angeles Film Critics Association Award for Best Actress Nominalizare—National Society of Film Critics Award for Best Actress Nominalizare—New York Film Critics Circle Award for Best Actress Nominalizare—Satellite Award for Best Actress – Motion Picture Drama Nominalizare—Screen Actors Guild Award for Outstanding Performance by a Female Actor in a Leading Role |
| 2008 | The Alphabet Killer                     | Kathy Walsh              | |
| 2008 | Lullaby                                 | Stephanie                | Method Fest Independent Film Festival Award for Best Actress |
| 2008 | Night of the Living Jews                | Jewish Mother zombie     | Low budget film |
| 2008 | Santa Mesa                              | Maggie                   | |
| 2008 | Ball Don't Lie                          | Georgia                  | |
| 2008 | This is a Story About Ted and Alice     | Alice                    | |
| 2008 | Righteous Kill                          | Cheryl Brooks            | |
| 2008 | Predisposed                             | Penny                    | |
| 2009 | According to Greta                      | Karen                    | |
| 2009 | Stephanie's Image                       | Stephanie                | |
| 2009 | True Adolescents                        | Sharon                   | |
| 2009 | Veronika Decides to Die                 | Mari                     | |
| 2009 | Dear Lemon Lima                         | Mrs. Howard              | |
| 2009 | Don McKay                               | Marie                    | |
| 2009 | Everybody's Fine                        | Colleen                  | |
| 2010 | Treme                                   | Toni Bernette            | Main cast member: season 1 – present |
| 2010 | Welcome to the Rileys                   | Mrs. Lois Riley          | |
| 2010 | The Dry Land                            | Martha                   | |
| 2010 | The Space Between                       | Montine                  | Best New York Narrative - Special Jury Mention at the Tribeca Film Festival |
| 2010 | The Fighter                             | Alice Ward               | Academy Award for Best Supporting Actress Boston Society of Film Critics Award for Best Ensemble Broadcast Film Critics Association Award for Best Acting Ensemble Broadcast Film Critics Association Award for Best Supporting Actress Capri Award for Best Actress Central Ohio Film Critics Association Award for Best Ensemble Dallas-Fort Worth Film Critics Association Award for Best Supporting Actress Denver Film Critics Society Award for Best Supporting Actress Florida Film Critics Circle Award for Best Supporting Actress Golden Globe Award for Best Supporting Actress – Motion Picture Iowa Film Critics Award for Best Supporting Actress New York Film Critics Circle Award for Best Supporting Actress New York Film Critics Online for Best Supporting Actress North Texas Film Critics Association Award for Best Supporting Actress Phoenix Film Critics Society Award for Best Supporting Actress Screen Actors Guild Award for Outstanding Performance by a Female Actor in a Supporting Role St. Louis Gateway Film Critics Association Award for Best Supporting Actress Washington D.C. Area Film Critics Association Award for Best Supporting Actress Nominalizare—Alliance of Women Film Journalists Award for Best Supporting Actress Nominalizare—Boston Society of Film Critics Award for Best Supporting Actress Nominalizare—Central Ohio film Critics Association Award for Best Supporting Actress Nominalizare—Chicago Film Critics Association Award for Best Supporting Actress Nominalizare—Detroit Film Critics Society Award for Best Supporting Actress Nominalizare—Houston Film Critics Society Award for Best Supporting Actress Nominalizare—Las Vegas Film Critics Society Award for Best Supporting Actress Nominalizare—National Society of Film Critics Award for Best Supporting Actress Nominalizare—Online Film Critics Society Award for Best Supporting Actress Nominalizare—San Diego Film Critics Society Award for Best Supporting Actress Nominalizare—San Diego Film Critics Society Award for Best Ensemble Nominalizare—Screen Actors Guild Award for Outstanding Performance by a Cast in a Motion Picture Nominalizare—Southeastern Film Critics Association Award for Best Supporting Actress Nominalizare—Toronto Film Critics Association Award for Best Supporting Actress Nominalizare—Utah Film Critics Association Award for Best Supporting Actress Nominalizare—Vancouver Film Critics Circle Award for Best Supporting Actress Nominalizare—Washington D.C. Area Film Critics Association Awards for Best Ensemble |
| 2010 | Conviction                              | Nancy Taylor             | |
| 2011 | Red State                               | Sarah Cooper             | |
| 2011 | The Sea Is All I Know                   | Sara                     | California Independent Film Festival Slate Award for Best Actress Rhode Island International Film Festival Grand Prize Award for Best Actress |
| 2012 | Flight                                  | Ellen Block              | |
| 2012 | Why Stop Now                            | Penny Bloom              | |
| 2013 | Olympus Has Fallen                      | Ruth McMillan            | |
| 2013 | Oblivion                                | Sally                    | |
| 2013 | Lee Daniels' The Butler                 | Mamie Eisenhower         | Scene șterse |
| 2013 | Prisoners                               | Holly Jones              | |
| 2013 | Call Me Crazy: A Five Film              | Robin                    | A Lifetime Original Movie Nominated - Satellite Award for Best Actress – Miniseries or Television Film |
| 2013 | Charlie Countryman                      | Charlie's mother         | |
| 2014 | The Angriest Man in Brooklyn            | Bette Altmann            | filmare |
| 2014 | The Equalizer                           |                          | filmare |
| 2014 | I Fought the Law                        | Alice McMillan           | pre-producție |

### Televiziune
| An               | Titlu                          | Rol                                          | Note |
| ---------------- | ------------------------------ | -------------------------------------------- | --- |
| 1985             | The Equalizer                  | Irina Dzershinsky                            | 1 episod, "The Defector" |
| 1987             | Spenser: For Hire              | Mary Hamilton                                | 1 episod, "Mary Hamilton" |
| 1988             | Miami Vice                     | Kathleen Gilfords                            | 1 episod, "Bad Timing" |
| 1989             | Gideon Oliver                  | Rebecca Hecht                                | 1 episod, "Kennonite" |
| 1993, 2002, 2008 | Law & Order                    | Alice Sutton / Sherri Quinn / Donna Cheponis | 3 episoade, "Sweeps", "Who Let the Dogs Out?", and "Personae Non Grata" |
| 1994             | Scarlett                       | Suellen O'Hara Benteen                       | TV mini-series |
| 1998             | Legacy                         | Emma Bradford                                | 2 episoade, "Emma" and "The Search Party" |
| 2004             | Veronica Mars                  | Julia Smith                                  | 1 episod, "Meet John Smith" |
| 2004             | CSI: Crime Scene Investigation | Sybil Perez                                  | 1 episod, "Harvest" |
| 2005             | Law & Order: Criminal Intent   | Maureen Curtis                               | 1 episod, "The Good Child" |
| 2005             | The L Word                     | Winnie Mann                                  | 3 episoade, "Luminous", "Loyal", și "Lacuna" |
| 2006             | Shark                          | Elizabeth Rourke                             | 1 episod, "Pilot" |
| 2007             | Criminal Minds                 | Georgia Davis                                | 1 episod, "No Way Out" |
| 2007             | Cold Case                      | Tayna Raymes '94–'07                         | 1 episod, "Thrill Kill", 2007 |
| 2011             | Mildred Pierce                 | Lucy Gessler                                 | TV mini-series Nominalizare—Primetime Emmy Award for Outstanding Supporting Actress in a Miniseries or a Movie                                                                                 |
| 2012             | Louie                          | Laurie                                       | 1 episod, "Telling Jokes/Set Up" Primetime Emmy Award for Outstanding Guest Actress in a Comedy Series Nominated -Critics' Choice Television Award for Best Guest Performer in a Comedy Series |